# دون راي
دون راي (8 يوليو 1921 بماونت جولييت في الولايات المتحدة - 23 نوفمبر 1998 ببولينغ غرين في الولايات المتحدة) (بالإنجليزية: Don Ray)‏ هو لاعب كرة سلة أمريكي في مركزي الوسط وهجوم قوي الجسم. لعب مع أتلانتا هوكس.

## وصلات خارجية
- دون راي على موقع إن بي أي (الإنجليزية)
- دون راي على موقع سبورتس رفرنس (الإنجليزية)
- دون راي على موقع كلية كرة السلة في سبورتس رفرنس.كوم (الإنجليزية)
- دون راي على موقع ريلجم (الإنجليزية)
- دون راي على موقع بروبوليرز (الإنجليزية)
- دون راي على موقع سبورتس رفرنس (الإنجليزية)